# Alucita palodactyla
Alucita palodactyla is een vlinder uit de familie waaiermotten (Alucitidae). De wetenschappelijke naam is voor het eerst geldig gepubliceerd in 1847 door Zeller.
De soort komt voor in Europa.